# العلاقات الأمريكية الكندية
تنطوي العلاقات الأمريكية الكندية على علاقات التعاون الثنائي بين دولتي كندا والولايات المتحدة المتجاورتين. اتسمت العلاقات الكندية الأمريكية بنطاقها الواسع منذ القدم، وذلك نظرًا للحدود المشتركة بين الدولتين والروابط الثقافية والاقتصادية الوثيقة والتشابهات المتزايدة بين البلدين الشقيقين باطراد. وكان للعلاقة الطويلة والمعقدة بين كندا والولايات المتحدة تأثير كبير على تاريخها واقتصادها وثقافتها وتراثها. تعتبر الدولتان نفسيهما من بين "أقرب الحلفاء"،  ويشتركان في أطول حدود (8891 كم (5525 ميل)) بين أي دولتين في العالم، ويتمتعان أيضًا بعلاقة تبادلية كبيرة فيما يتعلق بمجال الدفاع. ويصنف كل من الأمريكيين والكنديين بعضهم البعض عمومًا كواحدة من "دولهم المفضلة".
أسفر التراث التاريخي والثقافي المشترك بين الدولتين عن إقامة واحدة من أكثر العلاقات الدولية استقرارًا وأكثرها نفعًا في العالم. بالنسبة لكلا البلدين، يمثل مستوى التجارة بينهما أعلى مستوى من إجمالي مجموع الواردات والصادرات السنوية. أدت السياحة والهجرة بين البلدين إلى زيادة التوافق بينهما، بيد أنه جرى تشديد الأمن على الحدود عقب الهجمات الإرهابية التي شُنّت على الولايات المتحدة بتاريخ 11 سبتمبر2001. بدءًا بالثورة الأمريكية، عندما فر الموالون المناهضون للولايات المتحدة إلى كندا، حذر أحد النشطاء في كندا من هيمنة الولايات المتحدة أو ضمها. شهدت حرب عام 1812 غزوات عبر الحدود. في عام 1815، انتهت الحرب دون تغيير على الحدود وبتجريد المنطقة من السلاح، كما هو الحال في منطقة البحيرات العظمى. توقف البريطانيون عن دعم الهجمات التي يشنها الهنود الحمر على الولايات المتحدة، ولم تحاول الولايات المتحدة غزو كندا مجددًا. بقيت العلاقة بين البلدين سلمية، بخلاف اندلاع بعض الهجمات الثانوية.
مع قرار بريطانيا فك الارتباط، لعبت المخاوف من استيلاء أمريكا على السلطة دورًا في إقامة الاتحاد الكندي عام 1867 ورفض كندا اتفاقية التجارة الحرة عام 1911. كان التعاون العسكري بين الدولتين وثيقًا خلال الحرب العالمية الثانية واستمر طيلة فترة الحرب الباردة، سواء على الصعيد الثنائي المتمثل بقيادة دفاع الفضاء الجوي الأمريكية الشمالية، ومن خلال التعاون متعدد الأطراف المتمثل بحلف شمال الأطلسي. يواصل معدل التجارة والهجرة بين البلدين بالارتفاع، فضلًا عن التداخل الشديد بين الثقافة الشعبية وثقافة النخبة، وه وأمر فعال أسفر عن توليد روابط أوثق، ولا سيما بعد توقيع اتفاقية التجارة الحرة بين كندا والولايات المتحدة في عام 1988.
انطوت الصعوبات الأخيرة على نزاعات تجارية متكررة ومخاوف بيئية وقلق كندي إزاء مستقبل صادرات النفط وقضايا الهجرة غير القانونية والتهديدات الإرهابية. استمرت التجارة في التوسع، ولا سيما عقب عقد اتفاقية التجارة الحرة في عام 1988، واتفاقية التجارة الحرة لأمريكا الشمالية في عام 1994، واتفاقية الولايات المتحدة والمكسيك وكندا في عام 2020، ما أدى إلى اندماج اقتصاد الدولتين تدريجيًا. من المقرر توسيع التعاون بين البلدين على العديد من الجبهات، كتسهيل انتقال السلع والخدمات والأشخاص عبر الحدود، فضلًا عن إنشاء وكالات تفتيش مشتركة على الحدود، وتوظيف عملاء مفتشي الأغذية الأمريكيين في المصانع الكندية والعكس أيضًا، وزيادة مشاركة المعلومات الاستخباراتية، ومواءمة الأنظمة المتعلقة بجميع الأمور من الغذاء إلى السلع المصنعة، والذي يؤدي بدوره إلى زيادة التعاون الأمريكي الكندي.
أصبحت السياسات الخارجية للبلدين متوائمة بشكل وثيق منذ الحرب الباردة. لم تتفق كندا مع السياسات الأمريكية فيما يتعلق بحرب فيتنام ووضع كوبا وحرب العراق والدفاع الصاروخي والحرب ضد الإرهاب. جرت مناقشات دبلوماسية في السنوات الأخيرة حول خضوع الممر الشمالي الغربي المار بالمياه الدولية للسيادة الكندية.
في يومنا هذا، ما تزال الروابط ثقافية عبر الحدود قائمة بين الدولتين ووفقًا لاستطلاعات الرأي العام السنوية التي أجرتها مؤسسة غالوب، تحتل كندا الصدارة دومًا في الدول التي يفضلها الأمريكيون، إذ كان 96% من الأميركيين يفضلون كندا في عام 2012. في ربيع عام 2013، كان 64% من الكنديين ينظرون إلى الولايات المتحدة بإيجابية، وأعرب 81% منهم عن ثقتهم في الرئيس الأمريكي السابق، باراك أوباما، فيما يتعلق بالقيام بالإجراء السليم في الأمور الدولية. وفقًا لما ورد عن نفس الاستطلاع، أعرب 30% عن نظرة سلبية إزاء الولايات المتحدة. وفقًا لاستطلاع أجرته هيئة الإذاعة البريطانية في عام 2014، يرى 86% من الأميركيين كندا ذات أثر إيجابي، بينما أعرب 5% فقط عن وجهة نظر سلبية. مع ذلك، وفقًا لنفس الاستطلاع، يرى 43% من الكنديين التأثير الأمريكي إيجابيًا، بينما عبر 52% عن وجهة نظر سلبية. بالإضافة إلى ذلك، وفقًا لاستطلاع آراء ربيع عام 2017 حول المواقف العالمية، ينظر 43% من الكنديين إلى الولايات المتحدة بإيجابية، بينما ينظر 51% لها بسلبية. لكن في الآونة الأخيرة، أظهر استطلاع للرأي أُجري في يناير من عام 2018 انخفاض موافقة الكنديين للقيادة الأمريكية بنسبة تزيد عن 40% في ظل حكم الرئيس دونالد ترامب، بما يتماشى مع رؤية المقيمين في العديد من الدول الأخرى المحايدة والمتحالفة مع الولايات المتحدة.

## التاريخ

### الحروب الاستعمارية
قبل الغزو البريطاني لفرنسا الجديدة عام 1760، كان هناك بالفعل سلسلة من الحروب بين البريطانيين والفرنسيين داخل المستعمرات وكذلك في أوروبا وأعالي البحار. بشكل عام، اعتمد البريطانيون بشكل كبير على وحدات الميليشيات الاستعمارية الأمريكية في حين اعتمد الفرنسيون على حلفائهم من الأمم الأولى. وقد عُدّت أمة إيروكوي من الحلفاء المهمين لبريطانيا. اعتمد معظم القتال على كمائن وحروب ضيقة النطاق في القرى الواقعة على طول الحدود بين نيو إنجلاند وكيبيك. فاق عدد سكان مستعمرات نيو إنجلاند على مثيله في كيبيك لذا تم تنظيم الغزوات الكبرى من الجنوب إلى الشمال. شنّت قوى حلفاء الأمم الأولى، الذين يسيطر عليهم الفرنسيون، غاراتهم مرارًا وتكرارًا على قرى نيو إنجلاند لاختطاف النساء والأطفال وتعذيب الرجال ثم قتلهم. أما بالنسبة للناجيين فقد اعتبروا كاثوليك ناطقين بالفرنسية. تفاقم التوتر على طول الحدود بسبب الدين، إذ لم يثق الكاثوليك الفرنسيين والبروتستانت الإنجليز ببعضهم البعض. كان هناك بُعد بحري أيضًا، يشمل القرصنة التفويضية لسفن العدو التجارية.
استولت إنجلترا على كيبيك من عام 1629 وحتى 1632، ثم على أكاديا عام 1613 ومرة أخرى من عام 1654 وحتى 1670؛ وقد أعيدت هذه الأراضي إلى فرنسا بموجب معاهدات السلام. كانت الحروب الكبرى (تستخدام الأسماء الأمريكية)، مثل حرب الملك ويليام (1689-1697)؛ حرب الملكة آن (1702-1713)؛ حرب الملك جورج (1744-1748) والحرب الفرنسية والهندية (1755-1763). مثلما الأمر في أوروبا، تُعرف هذه الحقبة في كندا باسم حرب السنوات السبع.
لعب جنود نيو إنجلاند والبحارة دورًا في غاية الأهمية بالنسبة للحملة البريطانية التي نجحت في الاستيلاء على حصن لويسبورغ الفرنسي في عام 1745 ثم مرة أخرى في عام 1758 (بعد إعادته بموجب معاهدة).

### حرب الاستقلال الأمريكية
في بداية حرب الاستقلال الأمريكية، أَمِلَ الوطنيون بضمّ الكنديين الفرنسيين في كيبيك والمستعمرين في نوفا سكوشا إليهم، وقد تمت الموافقة مسبقًا على انضمامهم إلى الولايات المتحدة في وثائق الكونفدرالية. في غزو كيبيك، انضم الآلاف إلى القضية الأمريكية وشكلوا أنظمة قاتلت أثناء الحرب؛ بيد أن معظمهم ظلوا محايدين وانضم بعضهم إلى القوات البريطانية. أبلغت بريطانيا الكنديين الفرنسيين بأن الإمبراطورية البريطانية قد كرّست حقوقهم بالفعل في قانون كيبيك، الذي اعتبرته المستعمرات الأمريكية أحد القوانين التي لا تطاق. فشل الغزو الأمريكي فشلًا ذريعًا وشدّدت بريطانيا قبضتها على ممتلكاتها الشمالية؛ في عام 1777، أدّى غزو بريطاني كبير إلى نيويورك إلى استسلام الجيش البريطاني بأكمله في ساراتوغا، ما دفع فرنسا إلى دخول الحرب كحليف للولايات المتحدة. بعد الحرب، أصبحت كندا ملجأ لحوالي 75,000 من الموالين الذين إما أرادوا مغادرة الولايات المتحدة أو تم إجبارهم من قِبَل الوطنيين للقيام بذلك.
من بين الموالين الأصليين كان هناك 3500 من الأمريكيين الأفارقة. ذهب معظمهم إلى نوفا سكوشا ثم في عام 1792 هاجر 1200 إلى سيراليون. تم جلب حوالي 2000 من العبيد السّود من قِبَل أصحاب الملكيات الموالين؛ وظلوا عبيدًا في كندا حتى ألغت الإمبراطورية العبودية في عام 1833. قبل عام 1860، دخل حوالي 30,000 – 40,000 من السّود إلى كندا؛ وكثير منهم كانوا بالفعل أحرارًا وآخرون كانوا عبيدًا هاربين كانوا قد وصلوا عبر السكك الحديدية تحت الأرض.

### حرب 1812
دعت معاهدة باريس، التي أنهت الحرب، القوات البريطانية إلى إخلاء جميع قواتها في جنوب حدود البحيرات العظمى. رفضت بريطانيا ذلك، مستشهدة بعدم قيام الولايات المتحدة بتقديم رد مالي للموالين الذين فقدوا ممتلكاتهم في الحرب. تمّ حلّ الأمر من خلال معاهدة جاي عام 1795 مع بريطانيا العظمى وغادر البريطانيون حصونهم. اعتبر توماس جيفرسون الوجود البريطاني القريب بمثابة تهديد للولايات المتحدة، وبالتالي عارض معاهدة جاي، وأصبحت واحدة من القضايا السياسية الرئيسية في الولايات المتحدة في ذلك الوقت. هاجر الآلاف من الأمريكيين إلى كندا العليا (أونتاريو) في الفترة من عام 1785 وحتى عام 1812 للحصول على أراضي أرخص ثمنًا وأسعار ضريبية أفضل في تلك المقاطعة؛ وعلى الرغم من التوقعات بأن السكان سيكونون موالين للولايات المتحدة إذا ما اندلعت حرب، إلا أنهم لم يكن لهم شأن بأي مجال سياسي.
تصاعدت التوترات مرة أخرى بعد عام 1805 ثم اندلعت الحرب عام 1812، عندما أعلنت الولايات المتحدة الحرب على بريطانيا. غضب الأمريكيون بسبب التدخل البريطاني بالسفن الأمريكية في أعالي البحار وتجنيد 6000 بحار منها إضافة إلى القيود الصارمة ضد التجارة الأمريكية المحايدة مع فرنسا والدعم البريطاني للقبائل الأمريكية الأصلية المعادية في أوهايو والأقاليم التي اكتسبتها الولايات المتحدة عام 1783. اعتُبر «الشرف» الأمريكي قضية ضمنية. في حين أن الأمريكيين لم يتمكنوا من الأمل في هزيمة البحرية الملكية والسيطرة على البحار، إلا أنهم استطاعوا استدعاء جيش أكبر بكثير من الحامية البريطانية في كندا وبالتالي تم الاقتراح بشنّ غزو برّي على كندا باعتبارها أفضل وسيلة لمهاجمة الإمبراطورية البريطانية. أمِلَ الأمريكيون على الحدود الغربية في أن الغزو سوف يحدّ من الدعم البريطاني لمقاومة السكان الأصليين لفكرة التوسع الأمريكي، المتمثل في تحالف تيكومسيه. ربما أراد الأمريكيون أيضًا الاستيلاء على كندا.
بمجرد اندلاع الحرب، اقتضت الاستراتيجية الأمريكية بالاستيلاء على كندا. أمِلَ البعض في أن المستوطنين في غرب كندا - ومعظمهم من المهاجرين الجدد من الولايات المتحدة - سوف يرحبون بفرصة الإطاحة بحكامهم البريطانيين. ومع ذلك، هُزمت الغزوات الأمريكية في المقام الأول من قِبَل النظاميين البريطانيين بدعم من الأمريكيين الأصليين وميليشيات كندا العليا. بمساعدة من البحرية المَلكية الكبيرة، نجحت سلسلة من الغارات البريطانية على الساحل الأمريكي بشكل ملحوظ وبلغت ذروتها في حريق واشنطن الذي أسفر عن حرق البيت الأبيض ومبنى الكونغرس الأمريكي وغيرها من المباني العامة. في نهاية الحرب، هُزم حلفاء بريطانيا من الهنود الأمريكيين إلى حد كبير في حين سيطر الأمريكيون على شريط من غرب أونتاريو يتمركز في فورت مالدن. ومع ذلك، احتفظت بريطانيا بقسم كبير من ولاية مين، وبدعم من حلفائهم الهنود الأمريكيين، استطاعت بريطانيا بالحفاظ على مناطق واسعة من الشمال الغربي القديم بما في ذلك ويسكونسن ومعظم ميشيغان وإلينوي. ومع استسلام نابليون عام 1814، أنهت بريطانيا السياسات البحرية التي أغضبت الأمريكيين؛ ثم مع هزيمة القبائل الهندية، انتهى تهديد التوسع الأمريكي. كانت النتيجة أن أكدت الولايات المتحدة وكندا سيادتهما المستقلة، وظلت كندا تحت الحكم البريطاني، ولم يكن لدى لندن وواشنطن أي شيء للقتال من أجله. انتهت الحرب بموجب معاهدة غنت، التي دخلت حيّز التنفيذ في فبراير عام 1815. حققت سلسلة من الاتفاقيات بعد الحرب المزيد من الاستقرار في العلاقات السلمية على طول الحدود الكندية الأمريكية. حدّت كندا الهجرة الأمريكية خوفًا من النفوذ الأمريكي غير المبرر، وبنت الكنيسة الأنجليكانية في كندا كعنصر موازن للكنائس الميثودية والمعمدانية الأمريكية.
في السنوات اللاحقة، نظر الكنديون الناطقون باللغة الإنجليزية، وخاصة في أونتاريو، إلى حرب 1812 على أنها مقاومة بطولية وناجحة ضد الغزو وبأنها انتصار يعرّفهم على أنهم شعب مستقل. أصبحت الأسطورة القائلة بأن الميليشيا الكندية قد هزمت الغزو بمفردها تقريبًا، والمعروفة باسم «أسطورة الميليشيات»، سائدة جدًا بعد الحرب وخاصة بعد التصريح بها من قِبَل جون ستراشان، أسقف تورنتو.

## مقارنة بين البلدين
هذه مقارنة عامة ومرجعية للدولتين:
| وجه المقارنة                                              | الولايات المتحدة                                                                                                  | كندا                     |
| --------------------------------------------------------- | --- | ------------------------ |
| المساحة (كم2)                                             | 9.83 مليون | 9.98 مليون               |
| عدد السكان (نسمة)                                         | 311.58 مليون | 35.70 مليون              |
| الكثافة السكانية (ن./كم²)                                 | 31.7 | 3.58                     |
| العاصمة                                                   | واشنطن العاصمة | أوتاوا                   |
| اللغة الرسمية                                             | لغة إنجليزية | لغة إنجليزية، لغة فرنسية |
| العملة                                                    | دولار أمريكي | دولار كندي               |
| الناتج المحلي الإجمالي (بليون دولار)                      | 19.39 تريليون | 1.65 تريليون             |
| الناتج المحلي الإجمالي (تعادل القوة الشرائية) بليون دولار | 18.04 تريليون | 1.59 تريليون             |
| الناتج المحلي الإجمالي الاسمي للفرد دولار أمريكي          | 56.12 ألف | 43.25 ألف                |
| الناتج المحلي الإجمالي للفرد دولار أمريكي                 | 54.63 ألف | 45.07 ألف                |
| مؤشر التنمية البشرية                                      | 0.920 | 0.913                    |
| رمز المكالمات الدولي                                      | +1 | +1                       |
| رمز الإنترنت                                              | .us، حكومة، .mil، Edu.                                                                                            | .ca                      |
| المنطقة الزمنية                                           | توقيت ساموا الأمريكية، توقيت أطلنطي موحد، منطقة زمنية وسطى، توقيت ألاسكا ‏، المنطقة الزمنية الجبلية، توقيت تشامرو ‏ |                          |

## مدن متوأمة
في ما يلي قائمة باتفاقيات التوأمة بين مدن أمريكية وكندية:
- ترتبط شيكاغو مع تورونتو باتفاقية توأمة منذ 1991.[45][45][45][45]
- ترتبط نيوبورت مع سانت جون باتفاقية توأمة.
- ترتبط مينوت مع موسجاو باتفاقية توأمة.
- ترتبط ألباني مع مدينة كيبك باتفاقية توأمة.
- ترتبط فلينت مع هاميلتون باتفاقية توأمة منذ 17 يونيو 1992.
- ترتبط فيربانكس مع يلونايف باتفاقية توأمة.
- ترتبط دي موين مع Paspébiac [الإنجليزية]‏ باتفاقية توأمة منذ 1985.
- ترتبط بيتسبرغ مع هاميلتون باتفاقية توأمة.
- ترتبط هاريسبرج مع مونتريال باتفاقية توأمة.
- ترتبط ميرتل بيتش مع بيرلينجتون باتفاقية توأمة.
- ترتبط فينيكس مع كالغاري باتفاقية توأمة منذ 1979.
- ترتبط موديستو مع فيرنون باتفاقية توأمة منذ 1 أكتوبر 2011.
- ترتبط ليتل كندا مع ثاندر باي باتفاقية توأمة.
- ترتبط أنابولس مع Annapolis Royal [الإنجليزية]‏ باتفاقية توأمة.
- ترتبط أوستن مع إدمونتون باتفاقية توأمة منذ 1992.
- ترتبط رينو مع يلونايف باتفاقية توأمة.
- ترتبط جونو مع وايت هورس باتفاقية توأمة.
- ترتبط ساراسوتا مع هاميلتون باتفاقية توأمة منذ 6 سبتمبر 1995.
- ترتبط لوس أنجلوس مع مونتريال باتفاقية توأمة منذ 1 أبريل 1959.[46][46][46][46]
- ترتبط أونتاريو مع بروكفيل باتفاقية توأمة منذ 1982.[47][48]
- ترتبط ناشفيل مع إدمونتون باتفاقية توأمة.
- ترتبط نورفولك مع هاليفاكس باتفاقية توأمة منذ 1976.[49][49]
- ترتبط دولوث مع ثاندر باي باتفاقية توأمة منذ 1987.
- ترتبط أوكوود مع أترمون باتفاقية توأمة.
- ترتبط كاري مع ماركام باتفاقية توأمة.

## منظمات دولية مشتركة
يشترك البلدان في عضوية مجموعة من المنظمات الدولية، منها:
| علم المنظمة | اسم المنظمة                                      | تاريخ انضمام الولايات المتحدة | تاريخ انضمام كندا |
| ----------- | ------------------------------------------------ | ----------------------------- | ----------------- |
|             | وكالة ضمان الاستثمار متعدد الأطراف               | 12 أبريل 1988                 | 12 أبريل 1988     |
|             | الوكالة الدولية للطاقة                           | ?                             | ?                 |
|             | ABCANZ Armies ‏                                   | ?                             | ?                 |
|             | نافتا                                            | ?                             | ?                 |
|             | الاتحاد الدولي للاتصالات                         | 1 يوليو 1908                  | 1 يوليو 1908      |
|             | بنك التنمية الآسيوي                              | 1966                          | 1966              |
|             | منظمة الشرطة الجنائية الدولية                    | ?                             | ?                 |
|             | مركز تنسيق الحركة في أوروبا ‏                     | ?                             | ?                 |
|             | مجموعة الثماني                                   | ?                             | ?                 |
|             | منظمة حظر الأسلحة الكيميائية                     | ?                             | ?                 |
|             | الاتحاد البريدي العالمي                          | ?                             | ?                 |
|             | اتفاقية السماوات المفتوحة                        | ?                             | ?                 |
|             | برنامج التعاون التقني ‏                           | ?                             | ?                 |
|             | Combined Communications-Electronics Board ‏       | ?                             | ?                 |
|             | نظام تحكم تكنولوجيا القذائف                      | 1987                          | 1987              |
|             | مجموعة الموردين النوويين                         | ?                             | ?                 |
|             | منظمة التعاون الاقتصادي والتنمية                 | ?                             | ?                 |
|             | المركز الدولي لتسوية المنازعات الاستشارية        | 14 أكتوبر 1966                | 1 ديسمبر 2013     |
|             | البنك الدولي للإنشاء والتعمير                    | 27 ديسمبر 1945                | 27 ديسمبر 1945    |
|             | AUSCANNZUKUS ‏                                    | ?                             | ?                 |
|             | يونسكو                                           | 4 نوفمبر 1946                 | 4 نوفمبر 1946     |
|             | البنك الإفريقي للتنمية                           | ?                             | ?                 |
|             | الأمم المتحدة                                    | 24 أكتوبر 1945                | 9 نوفمبر 1945     |
|             | Five Eyes Air Force Interoperability Council ‏    | ?                             | ?                 |
|             | مؤسسة التمويل الدولية                            | 20 يوليو 1956                 | 20 يوليو 1956     |
|             | منظمة التجارة العالمية                           | ?                             | ?                 |
|             | منظمة الأمن والتعاون في أوروبا                   | 25 يونيو 1973                 | 25 يونيو 1973     |
|             | المجلس القطبي                                    | ?                             | ?                 |
|             | منتدى آسيان الإقليمي ‏                            | ?                             | ?                 |
|             | منتدى التعاون الاقتصادي لدول آسيا والمحيط الهادئ | 6 نوفمبر 1989                 | 6 نوفمبر 1989     |
|             | مؤسسة التنمية الدولية                            | 24 سبتمبر 1960                | 24 سبتمبر 1960    |
|             | حلف شمال الأطلسي                                 | 4 أبريل 1949                  | 4 أبريل 1949      |
|             | مجموعة العشرين                                   | ?                             | ?                 |
|             | مجموعة أستراليا                                  | 1985                          | 1985              |
|             | المنظمة الهيدروغرافية الدولية                    | ?                             | ?                 |
|             | الفريق المعني برصد الأرض                         | ?                             | ?                 |

## أعلام
هذه قائمة لبعض الشخصيات التي تربطها علاقات بالبلدين:
- إيلون مسك (مخترع ومطور تقني أمريكي، 28 يونيو 1971 – )
- باميلا أندرسون (1 يوليو 1967[69][70][71] – )
- توماس إديسون (مخترع مصباح الكهرباء ورجل أعمال، 11 فبراير 1847[72][73][74] – 18 أكتوبر 1931[72][73][74])
- جيم كاري (17 يناير 1962 – )
- جيمي هندريكس (27 نوفمبر 1942[75][76][77] – 18 سبتمبر 1970[75][76][77])
- جين كيلي (ممثل أمريكي، 23 أغسطس 1912[78][79][80] – 2 فبراير 1996[78][79][80])
- دوين جونسون (2 مايو 1972[81] – )
- شارلتون هيستون (ممثل أمريكي، 4 أكتوبر 1923[82][83][84] – 5 أبريل 2008[82][83][84])
- كيانو ريفز (أفلام، 2 سبتمبر 1964[85] – )
- كيرت كوبين (20 فبراير 1967[86][87][88] – 5 أبريل 1994[86][87][89])
- ليسلي نيلسن (ممثل كندي، 11 فبراير 1926[90][91][92] – 28 نوفمبر 2010[90][93][94])
- لينوس باولنغ (28 فبراير 1901[95][96][97] – 19 أغسطس 1994[95][96][97])
- مايك مايرز (25 مايو 1963[98][99] – )
- هربرت هوفر (سياسي أمريكي، 10 أغسطس 1874[100][101][102] – 20 أكتوبر 1964[100][101][102])
- والت ديزني (رجل أعمال ومنتج ومخرج وسينارست وأخصائي رسوم متحركة أمريكي، 5 ديسمبر 1901[103][104][105] – 15 ديسمبر 1966[103][104][105])

## وصلات خارجية
- موقع وزارة الخارجية الأمريكية
- موقع وزارة الخارجية الكندية